# Bay City Rollers
Bay City Rollers — шотландський поп-рок-гурт, утворений 1967 року у місті Единбург під назвою The Saxons братами Аланом Лонгмуїром (Alan Longmuir), 20.06.1950, Единбург, Шотландія — бас, вокал та Дереком Лонгмуїром (Derek Longmuir), 19.03.1955, Единбург, Шотландія — ударні.

## Історія
В 1969 гурт змінив назву на Bay City Rollers. На початку своєї кар'єри гурт переважно виконував твори The Beatles і під керівництвом запов
зятого Тема Рейтона без упину виступала на локальних сценах. Однак справжній перелом у кар'єрі Bay City Rollers настав 1971 року, коли представники шоу-бізнесу, а саме: Дік Леї — шеф фірми «Bell», Тоні Калверт — продюсер та Девід Еппс — музичний агент, запримітили музикантів під час одного з концертів і за кілька місяців гурт вже був у британському Тор 10. Нова версія хіту The Gentrys — «Keep On Dancing», записана у співпраці з продюсером Джонатаном Кінгом, започаткувала кількарічну смугу успіху гурту. У цей період у Bay City Rollers грали: Гордон «Ноббі» Кларк (Gordon «Nobby» Clarke), Джон Дівайн (John Devine), Ніл Хендерсон (Neil Henderson), Арчі Mapp (Archie Marr) та Ерік Манкларк (Eric Manclark), аж поки у середині сімдесятих років склад остаточно не стабілізувався. Тоді до гурту крім братів Лонгмуїр ввійшли: Леслі МакКеоун (Leslie McKeown), 12.11.1955, Единбург, Шотландія — вокал; Ерік Фаулкнер (Eric Faulkner), 21.10.1954, Единбург, Шотландія — гітара; вокал та Стюарт «Вуді» Вуд (Stuart «Woody» Wood), 25.02.1957, Единбург, Шотландія — гітара, вокал.
Композиторська спілка Філ Коултер — Білл Мартін почала постачати розраховані виключно на підлітків мелодійні пісні, серед яких хітами стали «Remember (Sha-La-La)», «Shang-A-Lang», «Summer Love Sensation» та «All Of Me Loves All Of You». Тем Пейтон також подбав про зовнішній вигляд гурту (одягнувши музикантів у картаті шотландські штани і накинувши на них такі ж самі шарфи) і плакати з їх зображенням відразу ж стали прикрашати стіни кімнат багатьох підлітків.
1975 року гурт досяг апогею слави, коли на вершину британського чарту потрапило два його чергових сингли: «Bye Bye Baby» (старий твір гурту Four Seasons) та «Give A Little Love». Цього ж року пісня «Saturday Night» здобула подібний успіх у США. Однак, не витримавши преса популярності, гурт залишив Алан Лонгмуїр. Спочатку на його місце було взято Йена Мітчелла (Ian Mitchell), 22.08.1958, Доунпатрік, Ірландія, а через рік — Пета Макглінна (Pat McGlynn), 31.03.1958, Единбург, Шотландія, який 1977 року теж залишив Bay City Rollers і утворив гурт Scottie. Проте зміни складу не призупинили світову «роллер-манію». 1978 року гурт залишив Леслі МакКеоун і вокалістом став Данкен Фауер (Duncan Faure), 16.12.1956, Преторія, ПАР. Також гурт поповнив Біллі Лайелл (Billy Lyall).
Однак ідилія закінчилась, коли преса надрукувала факти, які підірвали імідж музикантів як невинних та добропорядних хлопців. Наприклад, МакКеоуна було засуджено після автокатастрофи, у якій загинула стара жінка, а Ерік Фаулкнер та Алан Лонгмуїр намагались покінчити життя самогубством, Пейтон попався за розбещення неповнолітніх, а Йен Мітчелл знявся у порнографічному фільмі.
Під кінець 1970-х гурт, скоротивши назву до The Rollers, переїхала до США, де записав музику до фільму «Burning Rubber» режисера Нормана Коєна з Аланом Лонгмуїром у головній ролі. 1982 року до The Rollers повернувся МакКеоун, однак незабаром гурт припинив свою діяльність.
1985 року музиканти зібрались знову і провели невелике турне Японією та Австралією, а наприкінці вісімдесятих років ще не раз нагадували про себе американській публіці. 1987 року Ерік Фаулкнер утворив гурт The New Rollers, a 1989 року від СНІДу помер Біллі Лайелл.

## Дискографія
- 1974: Rollin'
- 1975: Once Upon a Star
- 1975: Bay City Rollers
- 1975: Wouldn't You Like it
- 1976: Rock'n'Roll Love Letter (тільки у США)
- 1976: Dedication
- 1977: It's a Game
- 1978: Greatest Hits
- 1978: Strangers in the Wind
- 1979: Elevator
- 1980: Voxx
- 1981: Ricochet
- 1989: Memorial (тільки у Японії)
- 1990: The Best Of Bay City Rollers
- 1992: The Collection

### Леслі МакКеоун
- 1979: All Washed Up